# Kapweiler
Kapweiler (Luxemburgs: Kapwëller) is een plaats in de gemeente Saeul en het kanton Redange in Luxemburg.
Kapweiler telt 28 inwoners (2001).